# Gisela Weinreich
Gisela Weinreich (* in Lübeck) ist eine deutsche Segelfliegerin und fünffache Europameisterin.

## Sport
Weinreich war Stewardess der Lufthansa. Im Jahr 1979 nahm sie an der ersten Segelflug-Europameisterschaft der Frauen in Ungarn teil. Vier Jahre später wurde sie, nach eigener Aussage „völlig überraschend“, erstmals Europameisterin in Saint-Hubert, Belgien. Ihren Titel verteidigte Weinreich 1985 in Subotica, Jugoslawien. Beim folgenden Wettbewerb erreichte sie 1987 in Bulgarien die Bronzemedaille. Im sowjetischen Orjol errang sie 1989 wieder die Europameisterschaft, die sie 1991 in Husbands Bosworth, Leicestershire erfolgreich verteidigte. Zwei Vizemeisterschaften erflog sie 1993 in Tschechien und 1995 im deutschen Marpingen. Ihren fünften Titel holte Weinreich 1997 in Prievidza, Slowakei. Sie flog jeweils in der 15-Meter-„Rennklasse“ mit dem Wettbewerbskennzeichen „WX“. Sie war auch die erste Sprecherin der Frauen-Nationalmannschaft. 
Den Barron Hilton Cup gewann Weinreich 1996/1997. Als fünffache Europameisterin galt sie in den 1990er Jahren als „beste Segelfliegerin der Welt“, da die erste Weltmeisterschaft der Frauen erst 2001 ausgetragen wurde. Weinreich ist seit 1980 Mitglied des Luftsportclub Bad Homburg und fliegt am Flugplatz Anspach.

## Familie
Weinreich ist mit dem ehemaligen Flugkapitän und Luftsport-Funktionär Wolfgang Weinreich verheiratet. Das Ehepaar hat zwei Söhne.

## Auszeichnungen
Gisela Weinreich wurde 1991 mit der zweiten Pelagia-Majewska-Medaille des Luftsportweltverbandes FAI ausgezeichnet. Als erste Deutsche erhielt sie 2020 die Lilienthal-Medaille der FAI.